# Zamek Prezydenta Rzeczypospolitej Polskiej w Wiśle
Zamek Prezydenta Rzeczypospolitej Polskiej w Wiśle (popularnie: Zameczek) – modernistyczny pałac w Wiśle, wzniesiony w latach 1929–1930 według projektu Adolfa Szyszko-Bohusza dla prezydenta RP Ignacego Mościckiego; w latach 1931–1952 i od 2002 rezydencja Prezydenta Rzeczypospolitej Polskiej.

## Położenie
Znajduje się w sercu Beskidu Śląskiego, w Wiśle Czarne. Obecnie (XXI w.) nazwą „Zameczek” obejmuje się zespół kilku obiektów (właściwy Zamek, Zamek Dolny i tzw. Gajówkę) usytuowanych na wysokości 615–650 m n.p.m. na północno-wschodnim stoku Zadniego Gronia, opadającym ku Jezioru Czerniańskiemu. Zabudowania wznoszą się w zakolu wąskiej szosy z doliny Czarnej Wisełki na przełęcz Szarculę, a teren nieruchomości wyznaczają na niej bramki, usytuowane poniżej i powyżej zabudowań.

## Pałacyk myśliwski Habsburgów
W 1906 arcyksiążę cieszyński Fryderyk Habsburg, zachwycony bogactwem beskidzkich lasów, kazał postawić na zboczu Zadniego Gronia pałacyk myśliwski. Parterowy, modrzewiowy budynek w karpacko-tyrolskim stylu zaprojektował arcyksiążęcy budowniczy Ernest Altmann, a wybudowała go znana wówczas firma Eugeniusza Fuldy z Cieszyna. Obiekt składał się z dwóch skrzydeł złożonych na kształt litery „L”, każde o długości 37 m. Miał ok. 30 pokoi, dużą wieloboczną jadalnię ozdobioną góralskimi sprzętami, obszerny taras i werandę od frontu oraz pomieszczenia gospodarcze od tyłu. W pobliżu wzniesiono zabudowania gospodarcze, a do posesji doprowadzono wspomnianą drogę z doliny Czarnej Wisełki, przedłużoną później aż na przełęcz Szarculę. Budowę ukończono w 1907.
Przyjeżdżano tu głównie by polować w baraniogórskich lasach: wiosną na tokowisko głuszców, a jesienią na rykowisko jeleni. Gośćmi arcyksięcia Fryderyka i jego żony Izabelli księżnej von Croÿ-Dülmen byli m.in. w 1915 cesarz niemiecki Wilhelm II z generałem Hindenburgiem, także Karol I, cesarz Austrii z generałem Hötzendorfem.
Tuż po zakończeniu I wojny światowej i rozpadzie monarchii Habsburgów, w listopadzie 1918, około 200 miejscowych górali, w akcie zemsty za nadużycia arcyksiążęcej służby leśnej (w większości pochodzącej ze Styrii lub Tyrolu), obrabowało pałacyk. Wkrótce cieszyńskie majątki arcyksięcia znacjonalizowano. W odrodzonej Polsce pałacyk stał się własnością Ministerstwa Rolnictwa, które jednak nie miało pomysłu na jego zagospodarowanie. W 1927 Sejm Województwa Śląskiego na wniosek ówczesnego wojewody Michała Grażyńskiego postanowił wyremontować obiekt i przeznaczyć go na rezydencję prezydenta Rzeczypospolitej Polskiej. Dar miał być symbolem jedności Śląska z Polską i miejscem wypoczynku dla prezydentów. Remont zakończono 23 grudnia 1927, a już w nocy z 23 na 24 grudnia, w niewyjaśnionych okolicznościach, obiekt spłonął całkowicie. Pozostały po nim jedynie drewniane zabudowania przy drodze i drewniana kaplica w stylu tyrolskim.

## Rezydencja prezydentów RP
Po pożarze pałacyku Sejm Śląski podjął decyzję o budowie nowego, bardziej reprezentacyjnego obiektu z przeznaczeniem na rezydencję wypoczynkową dla prezydenta RP jako dar Śląska i Ślązaków dla głowy państwa. Przeznaczył na to 2 mln zł z kasy Województwa Śląskiego. Przeprowadzono także zbiórki pieniężne wśród śląskiego społeczeństwa i tutejszych przemysłowców.
Do zaprojektowania nowej rezydencji zaproszono wybitnego krakowskiego architekta prof. Adolfa Szyszko-Bohusza, który w latach 1929–1931 zaprojektował zespół modernistycznych obiektów. Model zameczku wraz z planami budowy zaprezentowano w 1929 r. na stoisku Województwa Śląskiego na Powszechnej Wystawie Krajowej w Poznaniu.
W miejscu dawnego pałacyku myśliwskiego powstał tzw. Zamek Dolny, przeznaczony dla prezydenckiej świty, natomiast właściwa rezydencja, tzw. Zamek Górny, powstała nieco wyżej, na warstwicy łączącej Zadni Groń z Baranią Górą (łukowy kształt budynku odpowiada przebiegowi warstwicy), w miejscu z którego roztaczał się widok na widły Białej i Czarnej Wisełki (obecnie jest tu Jezioro Czerniańskie). Górny budynek, swą bryłą świadomie nawiązujący do średniowiecznego zamku, jest postrzegany dziś jako klasyczny przykład konstruktywizmu i funkcjonalizmu końca lat 20. XX w. Jedyną porażką autora było pierwotne zastosowanie płaskich dachów, niefunkcjonalnych w górskim klimacie obfitującym w opady deszczu i śniegu. Dopiero w roku 1938 dobudowano strome, kryte miedzią dachy dwu- i czterospadowe. Do wykonania projektu wnętrz zaproszono prof. Andrzeja Pronaszkę oraz Włodzimierza Padlewskiego.

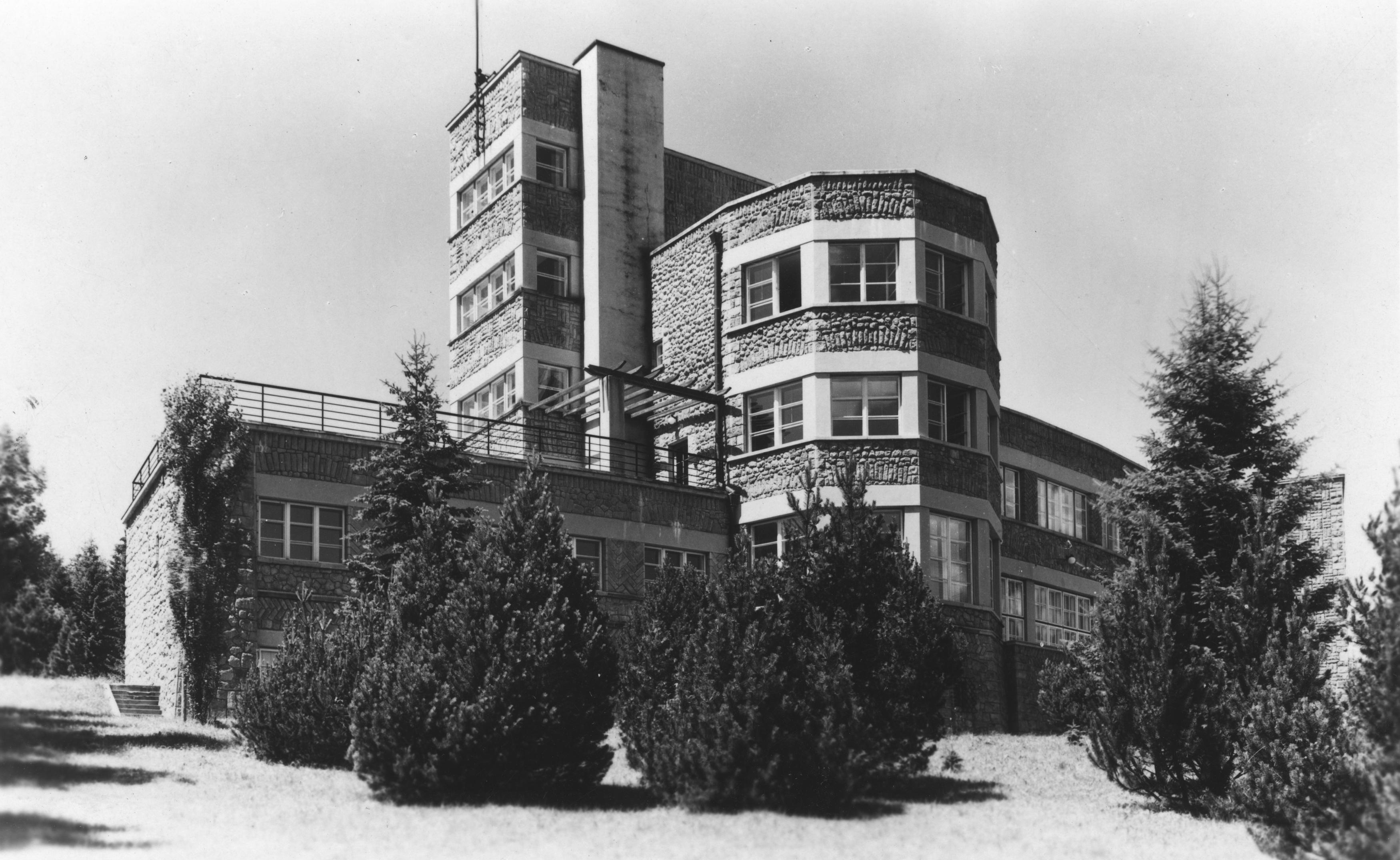
Zamek Prezydenta – zamek górny w 1937 roku

21 stycznia 1931 r. Sejm Śląski uroczyście przekazał obiekt prezydentowi RP, którym wówczas był Ignacy Mościcki). Do 1939 r. zamek wykorzystywany był przez głowę państwa w celach wypoczynkowych.

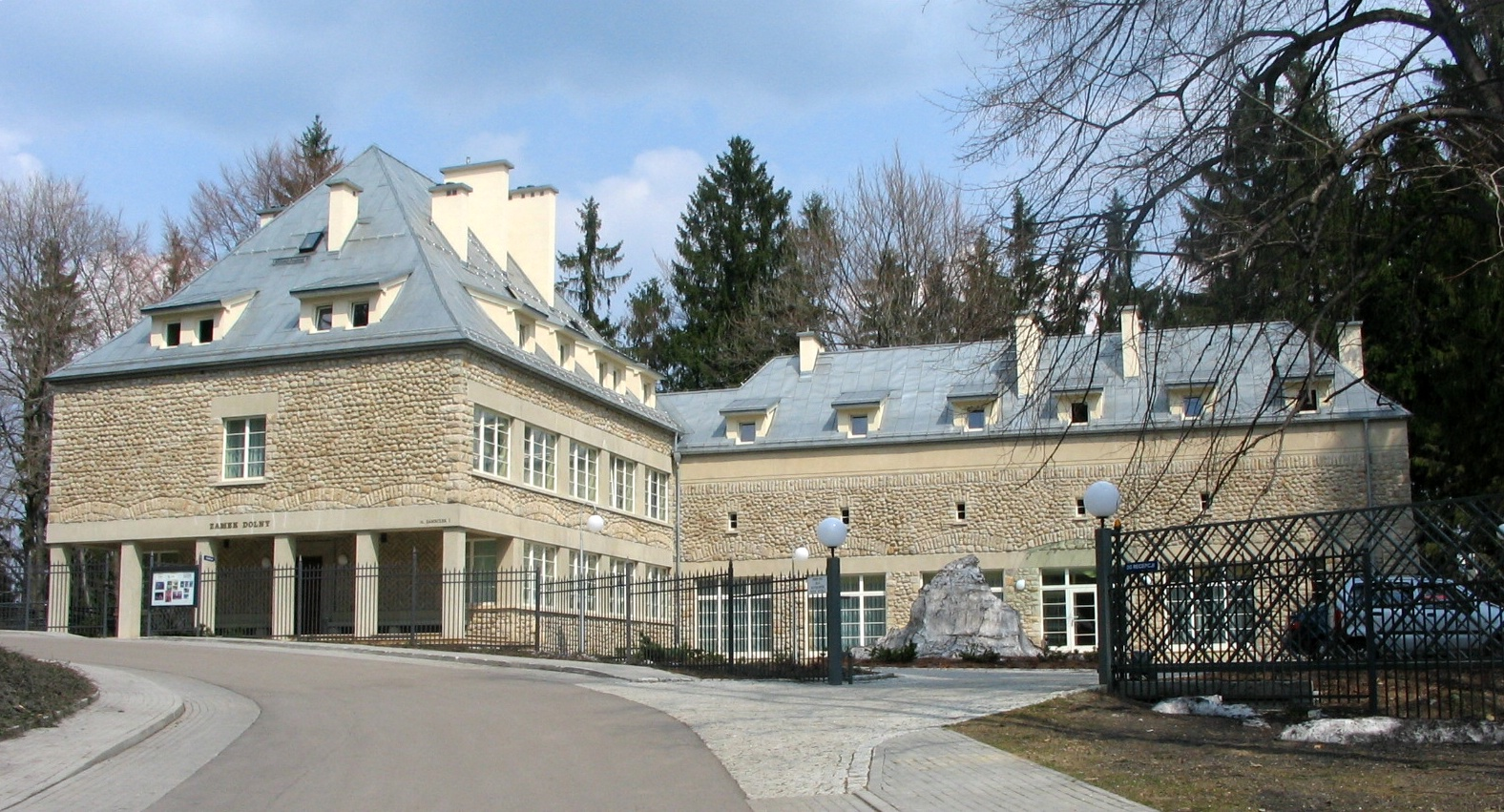
Zamek Prezydenta – Zamek Dolny

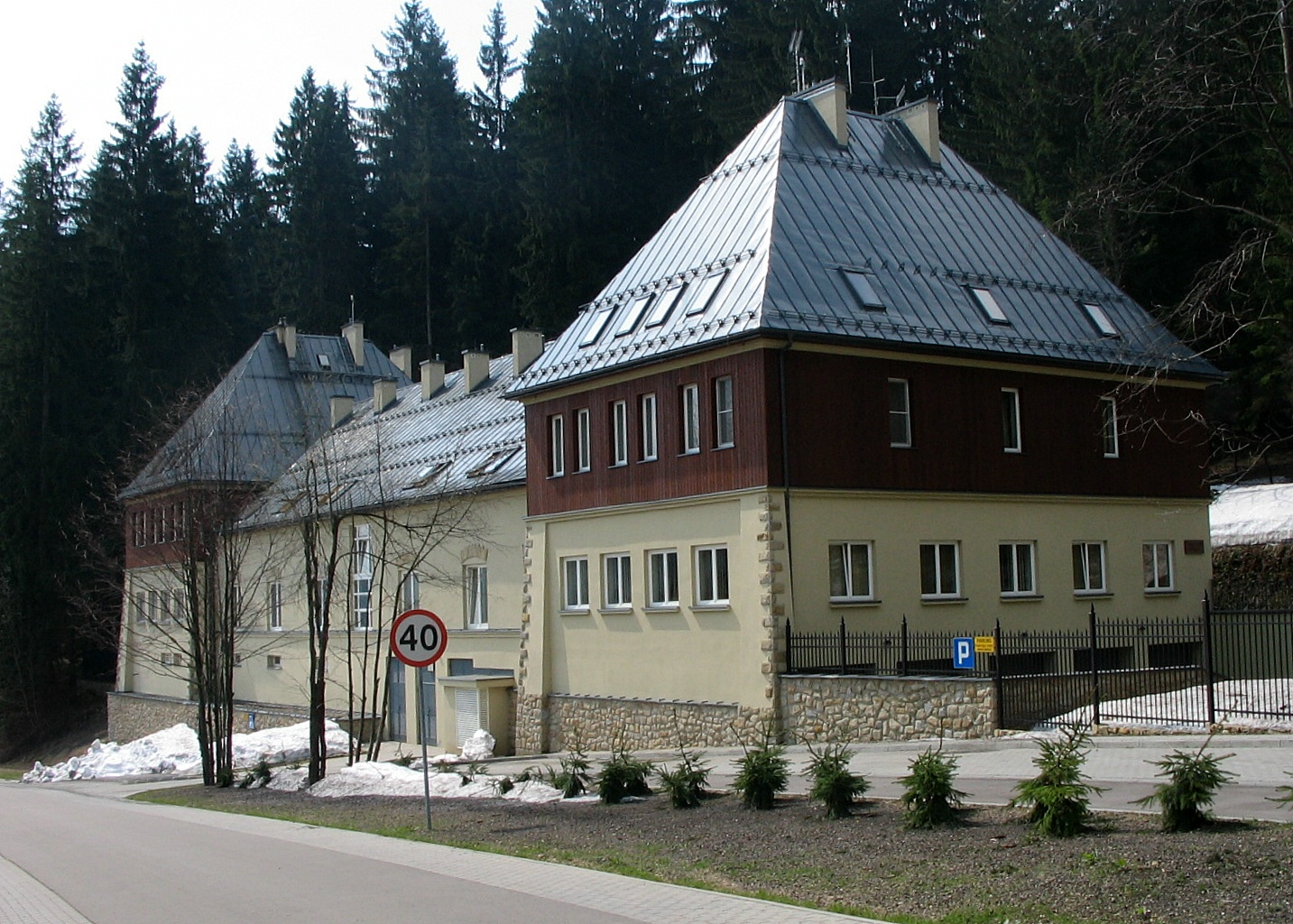
Zamek Prezydenta – Gajówka

W czasie okupacji (1939–1945) Zamek znajdował się w dyspozycji niemieckiego SS. Niewątpliwie bywali w nim wyżsi dostojnicy hitlerowskich Niemiec, lecz brak jest pewnych informacji źródłowych.
Po wojnie budynek, z którego zginęła część wyposażenia, szybko odrestaurowano i przekazano z powrotem do dyspozycji prezydenta. W 1948 przebywał tu Bolesław Bierut. Po likwidacji urzędu prezydenta służył jako ośrodek wypoczynkowy Urzędu Rady Ministrów. Kilkakrotnie tylko był tu Władysław Gomułka, za to regularnie przyjeżdżał tu polować na głuszce Konstanty Rokossowski. Dwa razy do roku, na Wielkanoc i Boże Narodzenie, gościł tu premier Józef Cyrankiewicz. Bywali Piotr Jaroszewicz, Edward Ochab, Franciszek Waniołka, Włodzimierz Sokorski, Edward Gierek. Zameczek użyczał też gościny ludziom nauki (Tadeusz Kotarbiński, Szczepan Pieniążek, Zygmunt Skibniewski) i sztuki (Nina Andrycz, Iga Cembrzyńska, Władysław Hańcza, Czesław Wołłejko). W tych czasach „Zameczek” był „utajniony”, a zabudowania wszystkich jego obiektów były usuwane z map.

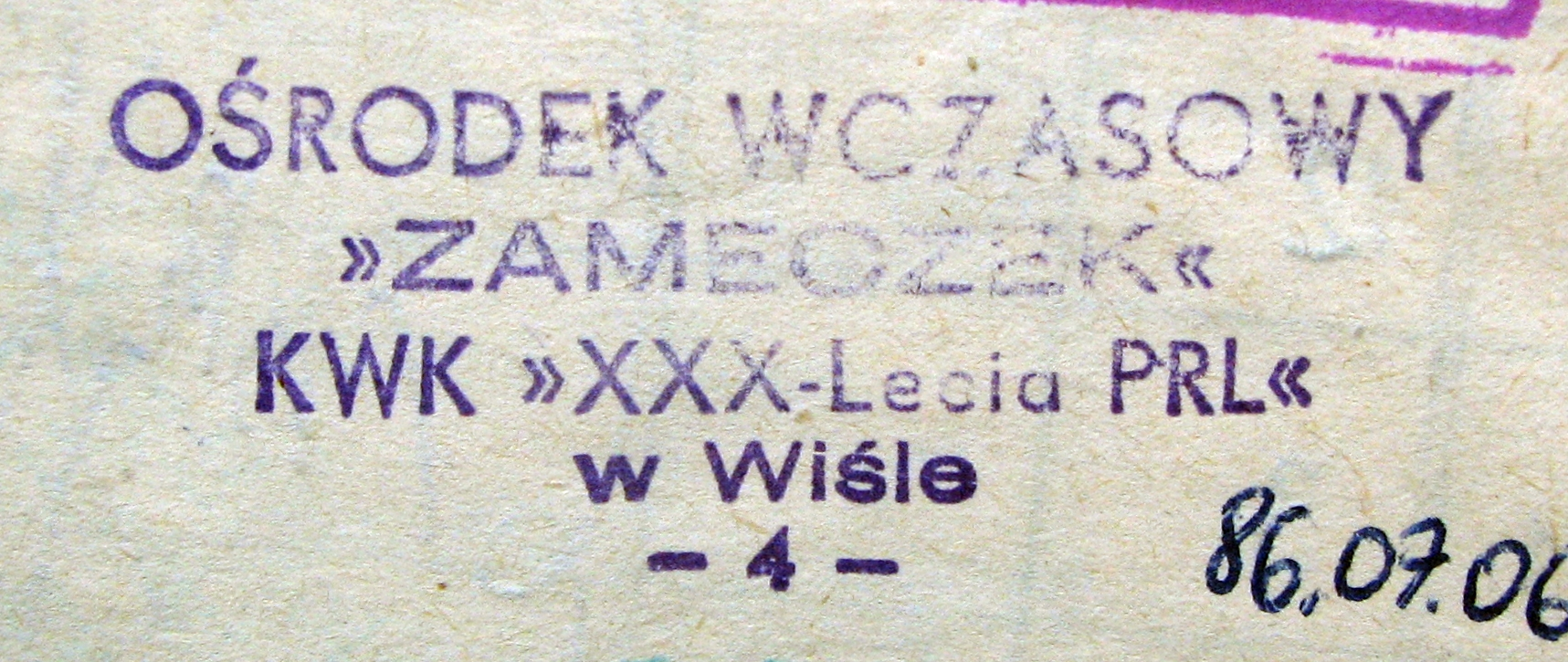
Pieczątka Ośrodka Wczasowego „Zameczek”

W 1981 obiekt został domem wczasowym Kopalni Węgla Kamiennego XXX-lecia PRL (obecnie Pniówek), lecz cały czas pozostawał własnością Skarbu Państwa. W latach 90. XX w. był dzierżawiony przez Jastrzębską Agencję Turystyczną. W 2002 został na powrót przejęty przez Kancelarię Prezydenta RP. Remontowany w latach 2003–2005 z jednoczesną przebudową obiektów towarzyszących. Oddany do ponownego użytku w 2005 przez prezydenta Aleksandra Kwaśniewskiego jako Rezydencja Prezydenta RP Zamek – Narodowy Zespół Zabytkowy w Wiśle.
Zamek Górny, oprócz funkcji reprezentacyjnych i wypoczynkowych dla prezydenta RP, jest także udostępniany zwiedzającym (grupy do 20 osób, rezerwacja na co najmniej 7 dni wcześniej). Zwiedzać można: hol wejściowy, werandę zwaną też salonem Pronaszki (jest to główne pomieszczenie recepcyjne Górnego Zamku), reprezentacyjną jadalnię, salon i palarnię (inaczej pokój kominkowy). Na drugim piętrze zwiedzać można zachowany gabinet prezydenta Mościckiego oraz łazienkę z częściowo oryginalnym wyposażeniem. Większość umeblowania stanowią oryginalne meble według projektu Pronaszki, które szczęśliwie zachowały się zmagazynowane na strychach. Zachowały się też żyrandole i kinkiety, część podłóg, niektóre elementy stolarki drzwiowej i okiennej, poszczególne elementy okuć drzwiowych i okiennych itp. Odtworzono kolorystykę ścian z 1931 (kolor wanilii i odcienie szarości). W jego pobliżu wybudowano lądowisko śmigłowcowe.
Obecnie składa się z:
- Zamku Górnego – właściwej rezydencji Prezydenta RP,
- Zamku Dolnego – część konferencyjna i pokoje hotelowe,
- Zamku Dolnego – Gajówki – restauracja i pokoje hotelowe,
- Kaplicy z 1909 pod wezwaniem św. Jadwigi Śląskiej.

Zamek Dolny i Gajówka, poza okresami kiedy w rezydencji przebywa Prezydent RP lub jego goście, pełnią funkcje hotelowo-konferencyjne i są ogólnodostępne.
Już na początku lat 30. XX wieku zamek był zasilany energią elektryczną, miał własne ujęcie wody pitnej, centralne ogrzewanie i własną dwukomorową oczyszczalnię ścieków.
Wewnątrz zachowało się sporo z oryginalnego wyposażenia, jak oświetlenie (żyrandole, kinkiety), telefony, meble, stolarka okienna, a nawet – działająca sprawnie do dziś – armatura w łazience. Z wojny ocalało też oryginalne wyposażenie gabinetu prezydenta Mościckiego. W apartamentach prezydenckich nie ma klasycznej łazienki – jest salon kąpielowy, w którym na środku podgrzewanej podłogi stoi wanna. Z boku umywalki, lustra i 2 kanapy.
W salonie kąpielowym stoi obecnie żeliwny piec, który kiedyś służył do ogrzewania kościółka. Został on wykonany w 1926 w kuźni ustrońskiej na licencji amerykańskiej.
Przy zamku znajdują się korty tenisowe założone na początku lat 30. XX w. Ich nawierzchnia wykonana jest z tworzywa zwanego gudron lub asfalt naftowy. Obiekt otacza park z cennym starodrzewem świerkowo-jodłowo-jarzębinowym oraz sztucznie wprowadzonymi limbami i kosodrzewiną.